# 永茂陵
永茂陵，是中国南宋宁宗赵扩陵墓，位于浙江省绍兴市东南17公里的皋埠镇牌口村攒宫茶场内，為拆遷泰寧寺寺址所建。陵墓设有上宫、下宫和地宫，宁宗皇后恭圣仁烈皇后楊氏祔葬于上宫北側。墓在元朝被掘毁。